# Lurowizna
Lurowizna – przysiółek wsi Nida w Polsce położony w województwie świętokrzyskim, w powiecie kieleckim, w gminie Morawica.
W latach 1975–1998 miejscowość administracyjnie należała do województwa kieleckiego.